# Euryphryneta albotriangularis
Euryphryneta albotriangularis är en skalbaggsart som beskrevs av Stefan von Breuning 1955. Euryphryneta albotriangularis ingår i släktet Euryphryneta och familjen långhorningar. Inga underarter finns listade i Catalogue of Life.